# Alexandre Abacheli
 (octobre 2015).
Si vous disposez d'ouvrages ou d'articles de référence ou si vous connaissez des sites web de qualité traitant du thème abordé ici, merci de compléter l'article en donnant les références utiles à sa vérifiabilité et en les liant à la section « Notes et références ».
Alexandre Abacheli (de son vrai nom Alexandre Chochia),  né le 15 août 1884 (27 août dans le calendrier grégorien)  à Abashispiri et mort le 27 septembre 1954 à Tbilissi, est un poète et militant communiste géorgien. Socialiste, puis communiste, il a mis ses écrits au service du régime soviétique, notamment durant la Seconde Guerre mondiale.

## Biographie
Il naît dans une pauvre famille paysanne du village de Sachochio (actuellement Abashispiri, Géorgie occidentale), et étudie durant cinq ans dans une école élémentaire avant d'aller étudier à Koutaïssi, études qu'il ne peut continuer en raison de sa pauvreté. Pour gagner de quoi vivre, il travaille dans un service postier. Il adopte très tôt, au début des années 1900, les idées socialistes et révolutionnaires et participe à la Révolution russe de 1905, ce qui lui vaut d'être arrêté et exilé à Solvytchegodsk jusqu'en 1909.
De retour en Géorgie, il travaille, dès 1910, pour plusieurs journaux de Tbilissi. Il écrit et publie des poèmes sous le nom d'Abacheli (d'Abasha, petite ville non loin de son village natal). Sa première composition de poésies, « Mzis Sitsili » (Rire du Soleil) date de 1913 : elle combine des éléments de réalisme et de symbolisme  Son style change avec le temps et prend sa forme définitive quand l'Armée rouge envahit la République démocratique de Géorgie, en 1921. Durant une brève période (1921-1922), il dirigea le journal « Khomaldi ».
En 1929 il est membre du Comité d'union culturelle des écrivains et d'artistes de Transcaucasie. Durant la Seconde Guerre mondiale, il appelle avec force à la résistance et au sacrifice.
Alexandre Abacheli meurt le 27 septembre 1954, conservant ses idées soviétiques et staliniennes en dépit de la déstalinisation sous Khrouchtchev. La plupart de ses œuvres furent traduites en russe par le poète Boris Pasternak.

## Œuvres
Ses nombreuses œuvres littéraires, telles que « Gabzarouli Sarke » (Miroir cassé, 1929), « Oktomris koukhouli » (La Tempête d'Octobre, 1937), « Oukvdaveba » (Immortalité, 1938), « Samchoblosadmi » (A ma terre natale, 1938), « Mze da Samchoblo » (Soleil et Patrie, 1939) et d'autres, sont des travaux de glorification des aboutissements soviétiques. Durant la Seconde Guerre mondiale, il publia également des chants patriotiques, dont « Gmirouli Dgheebi » (Jours héroïques, 1942), « Stalingradi » (Stalingrad) et « Khevsoureli Tankisti » (le Tankiste de Khevsourétie).
Par la suite, il promut la littérature classique géorgienne, avant de coécrire avec Giorgi Abachidze l'hymne nationale géorgien de 1944.